# Mateusz Kostrzewski
Mateusz Kostrzewski, né le 18 septembre 1989 à Elblag, est un joueur polonais de basket-ball.